# Bathytroctes michaelsarsi
Bathytroctes michaelsarsi är en fiskart som beskrevs av Koefoed 1927. Bathytroctes michaelsarsi ingår i släktet Bathytroctes och familjen Alepocephalidae. Inga underarter finns listade.